# 구쓰카케촌
구쓰카케촌(沓掛村)은 아이치현 아이치군에 설치되었던 촌이다. 현재의 도요아케시에 해당한다.